# Volodîmîrivka, Novhorod-Siverskîi
Volodîmîrivka (în ucraineană Володимирівка) este un sat în comuna Peceniuhî din raionul Novhorod-Siverskîi, regiunea Cernihiv, Ucraina.

## Demografie
Componența lingvistică a localității Volodîmîrivka
     Ucraineană (83,95%)
     Rusă (14,81%)
     Belarusă (1,23%)
Conform recensământului din 2001, majoritatea populației localității Volodîmîrivka era vorbitoare de ucraineană (83,95%), existând în minoritate și vorbitori de rusă (14,81%) și belarusă (1,23%).